# Annelies Häcki Buhofer
Annelies Häcki Buhofer (* 23. Juni 1954 in Zug) ist eine Schweizer Linguistin und Managerin. Von 1989 bis 2015 wirkte sie als Professorin an der Universität Basel.

## Wissenschaftlicher Werdegang
Häcki Buhofer promovierte 1980 bei Harald Burger an der Universität Zürich mit der Arbeit Der Spracherwerb von phraseologischen Wortverbindungen. Eine psycholinguistische Untersuchung an schweizerdeutschem Material. 1984 folgte ebenfalls an der Universität Zürich die Habilitation mit dem Titel Schriftlichkeit im Alltag. Theoretische und empirische Aspekte – am Beispiel eines Schweizer Industriebetriebs. 1985/86 erhielt Häcki Buhofer die Venia Legendi für das Gebiet Germanistische Linguistik und wurde 1989 ausserordentliche, 1997 ordentliche Professorin an der Universität Basel. In den Jahren 2002 bis 2005 bekleidete sie die Funktionen der Dekanin und Prodekanin der Philosophisch-Historischen Fakultät der Universität und von 2007 bis 2010 der Studiendekanin der Fakultät.
Forschungsschwerpunkte Häcki Buhofers sind Psycholinguistik, Spracherwerb, Sprachsituation der deutschen Schweiz, Variationsforschung, Lexikographie, Phraseologie, Schriftlichkeit/Mündlichkeit, Grammatiktheorie im 18. Jahrhundert, Genderaspekte des Sprachgebrauchs, Empirische Semantik sowie Korpuslinguistik.

## Wirken

### Leitung von Projekten (Auswahl)
- Orts- und Flurnamenbuch der Nordwestschweiz (gefördert vom Schweizerischen Nationalfonds SNF)
- Schweizer Textkorpus / DWDS: Digitales Wörterbuch der deutschen Sprache des 20. Jahrhunderts (gefördert vom Schweizerischen Nationalfonds SNF)
- Baseldeutsches Wörterbuch (finanziert von der Christoph Merian Stiftung)
- Gender in der ärztlichen Kommunikation – GEKO (gefördert vom Schweizerischen Nationalfonds SNF)
- Karl Philipp Moritz: Edition der sprachwissenschaftlichen Schriften, verantwortlich Adrian Aebi.

### Einsitz in Verwaltungsräten
Aus einer Zuger Industriellenfamilie stammend, ist oder war Häcki Buhofer Mitglied mehrerer Verwaltungsräte. Sie ist Präsidentin des Verwaltungsrats der BURU Holding AG, Cham, und der Holmia Holding AG, Zug, sowie Mitglied des Verwaltungsrats der V-ZUG AG, Zug, und der Cham Group AG, Cham, darüber hinaus war sie Mitglied der Zug Estates Holding AG. Ferner ist und war sie im Verwaltungsrat weiterer, nicht börsenkotierter Unternehmen tätig.

### Sonstige Tätigkeiten (Auswahl)
- 1999 Gründungs- und Beiratsmitglied der Europäischen Gesellschaft für Phraseologie (EUROPHRAS), Präsidentin 2004–2010, aktuell Vorstandsmitglied
- 2005–? Vorstandsmitglied der Association Internationale de Linguistique Appliquée (AILA)
- 2010–2016 Mitglied des Forschungsrates des Schweizerischen Nationalfonds
- 2010–2025 Vorstandsmitglied (ab 2014 Vizepräsidentin) des Vereins für das Schweizerdeutsche Wörterbuch
- Präsidentin des Ornithologischen Vereins der Stadt Zug

## Publikationen (Auswahl)
Monographien
- Der Spracherwerb von phraseologischen Wortverbindungen. Eine psycholinguistische Untersuchung an schweizerdeutschem Material. Huber, Frauenfeld 1980 (zugl. Diss. Univ. Zürich), ISBN 3-7193-0766-2.
- mit Ambros Sialm, Harald Burger: Handbuch der Phraseologie. Walter de Gruyter, Berlin / New York 1982, ISBN 3-11-008002-8.
- Schriftlichkeit im Alltag. Theoretische und empirische Aspekte. Am Beispiel eines Schweizer Industriebetriebs. Peter Lang, Bern / Frankfurt / New York 1985 (zugleich Habil. Univ. Zürich), ISBN 3-261-03505-6.
- mit Harald Burger: Wie Deutschschweizer Kinder Hochdeutsch lernen. Der ungesteuerte Erwerb des gesprochenen Hochdeutschen durch Deutschschweizer Kinder zwischen sechs und acht Jahren. Franz Steiner Verlag, Stuttgart 1998, ISBN 3-515-07239-X.

Initiativen
- mit Lorenz Hofer, Markus Gasser: Neues Baseldeutsch Wörterbuch. Christoph Merian Stiftung, Basel 2010, ISBN 3-85616-502-9.
- mit Marcel Dräger, Stefanie Meier, Tobias Roth: Feste Wortverbindungen des Deutschen. Kollokationenwörterbuch für den Alltag. Narr Francke Attempto, Tübingen 2014, ISBN 3-7720-8522-9.

Aufsätze
- mit Hansjakob Schneider, Andrea Bertschi-Kaufmann, Esther Wiesner: Die erfolgreiche literale Entwicklung von risikobehafteten Jugendlichen. Motivationale Aspekte. In: Bulletin suisse de linguistique appliquée 89 (2009), S. 65–97.
- Spielräume des Sprachverstehens. Psycholinguistische Zugänge zum individuellen Umgang mit Phraseologismen. In: Kathrin Steyer (Hrsg.): Wortverbindungen – mehr oder weniger fest. Walter de Gruyter, Berlin 2004, S. 144–164.

Herausgeberschaft
- Vom Umgang mit sprachlicher Variation. Soziolinguistik, Dialektologie, Methoden und Wissenschaftsgeschichte. Festschrift zum 60. Geburtstag von Heinrich Löffler. Francke, Tübingen 2000, ISBN 3-7720-2679-6.
- Spracherwerb und Lebensalter. Francke, Tübingen 2003, ISBN 3-7720-2682-6.

Edition
- Karl Philipp Moritz. Literaturwissenschaftliche, linguistische und psychologische Lektüren. Francke, Tübingen/Basel 1994, ISBN 3-7720-1985-4.